# Kantakouzenen
De Kantakouzenen (Grieks: Καντακουζηνοί, Kantakouzēnoi, enkelvoud Καντακουζηνός, Kantakouzēnos) of Cantacuzenen (Latijn: Cantacuzeni, enkelvoud Cantacuzenus) waren een Byzantijns adellijk geslacht dat met Johannes VI Kantakouzenos een Byzantijns keizer leverde.

## Geschiedenis
De eerste vermelding van het geslacht dateert uit de tijd van keizer Alexios I Komnenos (1081-1118), toen een Kantakouzenos als strategos werd genoemd. Als grootgrondbezitters namen ze ook later, met name onder Manuel I Komnenos (1143-1180), een belangrijke positie in. Onder de Paleologen verwierven ze een enorm grondbezit. Johannes Kantakouzenos was nauw bevriend met keizer Andronikos III Palaiologos (1328-1341) en werd na diens dood regent voor diens minderjarige opvolger Johannes V Palaiologos (1341-1391). Na een burgeroorlog werd hij in 1346 tot keizer gekroond; zijn zoon Mattheüs Asanes Kantakouzenos werd in 1353 medekeizer. Johannes werd in 1354 afgezet en ook Mattheüs moest na drie jaar verzet afzien van zijn aanspraak op de troon. In 1380 volgde de laatstgenoemde zijn broer Manuel op als despoot van Morea (Mistra). Ook zijn zoon Demetrios oefende deze functie uit, tot hij in 1383 werd vervangen door Theodoros I Palaiologos.
Na de val van het Byzantijnse Rijk in 1453 bekleedden de Kantakouzenen - nu als burgerlijke Fanarioten - onder de Ottomanen een belangrijke economische positie. Takken van de familie emigreerden naar Roemenië en Rusland; althans, het Roemeense bojarengeslacht Cantacuzino beweert van de Kantakouzenen af te stammen.

## Bekende telgen
- Johannes Kantakouzenos (?-na 1186), Byzantijns tegenkeizer in 1185
- Manuel Kantakouzenos (?-1264), kephale in Monembasia, keizerlijk veldheer in Morea
- Anna Palaiologina Kantakouzene (±1250-na 1313), nicht van Michaël VIII Palaiologos, gehuwd met Nikephoros I Komnenos Doukas, despoot van Epirus
- Johannes VI Kantakouzenos (±1297-1386), keizer van Byzantium
- Mattheüs Asanes Kantakouzenos ((±1325-1383), zoon van Johannes VI, medekeizer
- Helena Kantakouzene (±1333-1396), dochter van Johannes VI, gehuwd met Johannes V Palaiologos
- Maria Kantakouzene (±1330-na 1379), dochter van Johannes VI, gehuwd met Nikephoros II Orsini, despoot van Epirus
- Theodora Komnene Kantakouzene (1340-1400), gehuwd met Alexios III Megas Komnenos, keizer van Trebizonde
- Demetrios I Kantakouzenos (±1345-1383/84), zoon van Mattheüs, despoot van Morea
- Theodoros Palaiologos Kantakouzenos (±1350-1410), zoon van Mattheüs, gezant en senator
- Irene Kantakouzene (±1395/1400-1457), dochter van Theodoros, gehuwd met Đurađ I Branković, despoot van Servië
- Helena Kantakouzene (±1420-1465), gehuwd met David Megas Komnenos, keizer van Trebizonde